# Sunshine International Tower
La Sunshine International Tower est un gratte-ciel de 208 mètres construit en 2017 à Lianyungang en Chine. 